# ダニ・ロビラ
ダニ・ロビラ（スペイン語: Dani Rovira、1980年11月1日 - ）は、スペイン・マラガ出身のコメディアン・俳優。本名はダニエル・ロビラ・デ・リバス(スペイン語: Daniel Rovira de Rivas)。2014年には『Ocho apellidos vascos』でゴヤ賞新人男優賞を受賞した。この作品で共演したクララ・ラゴと交際している。

## 経歴

### 初期の経歴
グラナダ大学で体育とスポーツ科学を専攻している。ロシアのパラマウント・コメディとともにツアーを開始し、スペイン全土でスタンダップコメディを行った。独白「Mi familia y yo」（家族と私）で知られている。
初のテレビ出演はクアトロの「Estas no son las noticias」である。「¿Quieres salir conmigo?」や深夜番組「Buenafuente」にも出演した。その後はテレビで「El club de la comedia」、「No le digas a mamá que trabajo en la tele」、「Alguien tenía que decirlo」などのコメディ番組に出演した。

### 2013年以後
2014年にはエミリオ・マルティネス＝ラサロ監督の『Ocho apellidos vascos』で映画俳優デビューした。共演にはクララ・ラゴ、カラ・エレハルデ、カルメン・マチがいる。3月14日に一般公開されると、最初の週末だけで404,020人の観客を集め、興行収入は272万ユーロに達した。最終的にこの作品の興行収入は7,500万ユーロを超え、フアン・アントニオ・バヨナ監督の『インポッシブル』（2012年）を超えて、スペイン映画としてはスペイン国内で歴代興行収入記録を樹立した。非スペイン映画を含めると、ジェームズ・キャメロン監督のハリウッド映画『アバター』に次いでスペイン第2位である。
2014年から、テレシンコのTVコメディドラマ『B&b, de boca en boca』に出演している。2015年2月7日には第29回ゴヤ賞の総合司会者を務めた。司会者でありながら、ロビラ自身は『Ocho apellidos vascos』の演技で新人男優賞を受賞した。
2015年にはロマンティックコメディ『Ahora o nunca』に出演した。同年には『Ocho apellidos vascos』の続編である『Ocho apellidos catalanes』に出演した。この作品はスペイン国内で3152万6477ユーロの興行収入を上げ、『Ocho apellidos vascos』と『インポッシブル』に次いで過去10年間で第3位となった。2016年2月6日には第30回ゴヤ賞の総合司会者を務めた（2年連続）。2017年2月4日には第31回ゴヤ賞の総合司会者を務める予定である（3年連続）。

## 出演作品

### 映画
- 2014 Ocho apellidos vascos
- 2015 Ahora o nunca
- 2015 Ocho apellidos catalanes（スペイン語版）
- 2016 El futuro no es lo que era
- 2016 100 metros
- 2020 ジャングル・クルーズ Jungle Cruise

### テレビ
- 2008–10 Nuevos cómicos
- 2008 Estas no son las noticias
- 2009 Buenafuente
- 2010–15 El club de la comedia
- 2011 Con Hache de Eva
- 2011 No le digas a mamá que trabajo en la tele
- 2012 Alguien tenía que decirlo
- 2013 Óxido nitroso
- 2014–15 B&b, de boca en boca
- 2014 Todo va bien
- 2014 Taraská TV
- 2015 MovieBerto
- 2015 Sopa de gansos
- 2015– El Hormiguero

### その他
- 2015 第29回ゴヤ賞総合司会者
- 2016 第30回ゴヤ賞総合司会者
- 2017 第31回ゴヤ賞総合司会者

## 受賞とノミネート
ゴヤ賞
| 年   | 部門       | 作品                  | 結果 |
| ---- | ---------- | --------------------- | ---- |
| 2015 | 新人男優賞 | Ocho apellidos vascos | 受賞 |

スペイン映画批評家協会賞
| 年   | 部門       | 作品                  | 結果 |
| ---- | ---------- | --------------------- | ---- |
| 2015 | 新人男優賞 | Ocho apellidos vascos | 受賞 |

ネオックス・ファン賞
| 年   | 部門       | 作品          | 結果       |
| ---- | ---------- | ------------- | ---------- |
| 2015 | 映画男優賞 | Ahora o nunca | ノミネート |